# Synagoge (Mirosławiec)

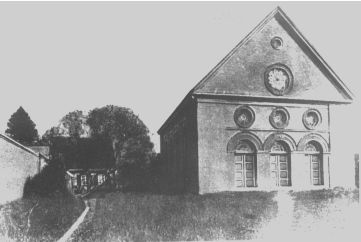
Synagoge in Mirosławiec

Die Synagoge in Mirosławiec (deutsch Märkisch Friedland), einer Stadt im Powiat Wałecki der polnischen Woiwodschaft Westpommern, war ein jüdisches Bethaus. Die Synagogengemeinde Märkisch Friedland im damaligen Preußen ließ die Synagoge 1840 errichten, die Einweihungsrede wurde von Salomon Plessner gehalten. Die im 17. Jahrhundert mit Zustimmung der damaligen Stadtherren (Barone von Blanckenburg) angesiedelten Juden zählten im frühen 19. Jahrhundert bis zu 1400 Seelen. Sie verfügten über eine Thoraschule und einen eigenen Friedhof mit einer steinernen Umfassungsmauer, unmittelbar südlich des einstigen Vorwerks „Schäferei“, der heute im nördlichen Teil des städtischen Friedhofs zu verorten wäre. Das nächstgelegene Gebäude an der Südwestecke des damaligen Friedhofs war die örtliche Synagoge. Am linken Bildrand des nebenstehenden Fotos ist die Umfassungsmauer deutlich zu erkennen. An der westlich am Friedhof verlaufenden Zufahrtsstraße zum Vorwerk „Schäferei“ befanden sich gegenüber dem jüdischen Friedhof eine Sandgrube, ein kleines Gehölz und südwestlich dahinter stand das Schießhaus des Ortes. Die Synagoge, seinerzeit im sogenannten  Altreich des Dritten Reiches gelegen, wurde während der Novemberpogrome 1938 niedergebrannt; der heutige Parkplatz zum städtischen Friedhof markiert den Standort der ehemaligen Synagoge.